# Транспорт Королёва

## Железнодорожное сообщение

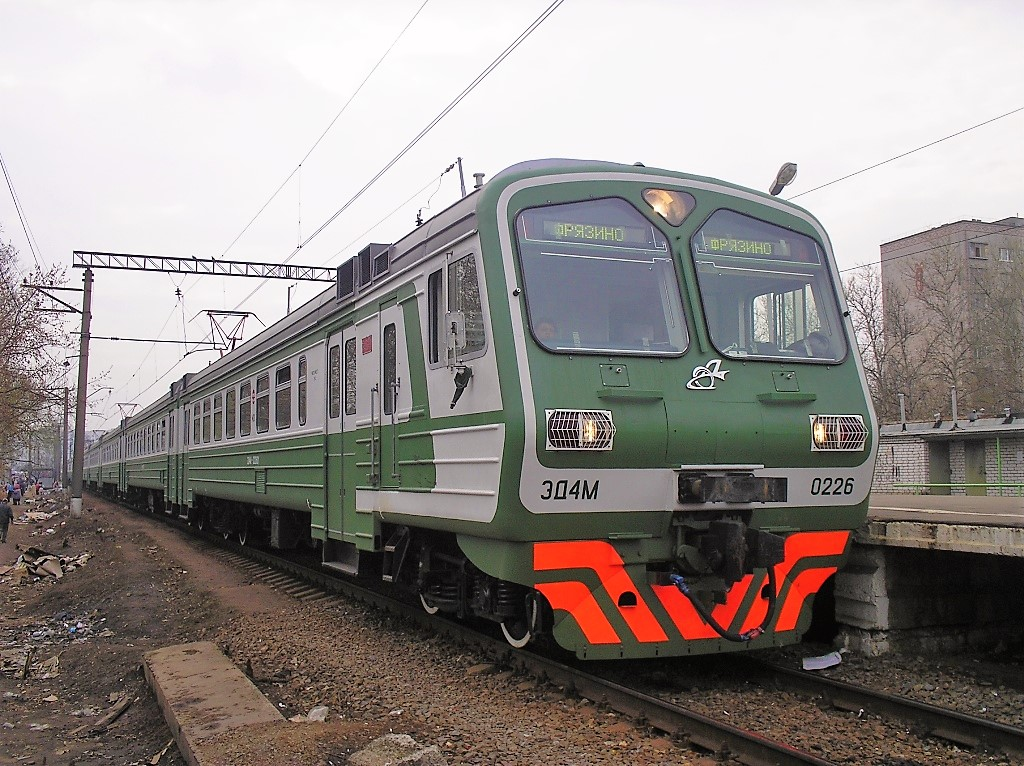
Электропоезд ЭД4М-0226 на станции Болшево (Фрязинское направление), 2008 год

Железная дорога связывает Королёв с Москвой (Ярославский вокзал), городами и посёлками Щёлковского района, Мытищами, Ивантеевкой, Фрязино.
В черте города находятся следующие станции и платформы:
— станция Подлипки-Дачные
— станция Болшево, состоящая из трех платформ Монинского направления и одной платформы Фрязинского направления
— платформа Валентиновка (на Монинском направлении)
— платформа Фабрика 1 Мая (на Фрязинском направлении)
Однако, ближайшим остановочным пунктом для жителей посёлка Гознак, входящего в состав города, является платформа Ивантеевка-2.
Интервал электропоездов в час пик на ст. Подлипки-Дачные, Болшево — 7-10 минут, вне часа пик — до 30 минут. Интервал по платформам Фрязинского направления — 20-40 минут. По рабочим дням имеется т.н. «технологическое окно» (примерно с 11 до 13 часов), во время которого электропоезда не ходят.
5 сентября 2008 года осуществлён запуск скоростного электропоезда «Спутник» с интервалом 30 минут в часы пик.

## Автобусное сообщение
Автобусное обслуживание населения осуществляется четырьмя перевозчиками — АО «Мострансавто» (МАП № 10), ООО «Автотрэвэл», ООО «Ранд-транс» и ООО «Домтрансавто». В городе действуют маршруты:
| №    | Описание                                                        | Компания           | Режим работы | Время работы в будни | Время работы в выходные |
| ---- | --------------------------------------------------------------- | ------------------ | ------------ | -------------------- | ----------------------- |
| 1    | ул. Силикатная — ст. Болшево — ст. Подлипки — ул. Силикатная    | АО «Мострансавто»  | Ежедневно    | 5:06-0:55            | 5:09-0:19               |
| 2    | ул. Силикатная — ст. Подлипки — ст. Болшево — ул. Силикатная    | АО «Мострансавто»  |              |                      |                         |
| 3    | ул. Силикатная — ст. Подлипки                                   |                    |              |                      |                         |
| 4    | ул. Силикатная — ст. Болшево — ст. Подлипки — Рынок на Яузе     |                    |              |                      |                         |
| 5    | ул. Мичурина — ст. Подлипки                                     |                    | Ежедневно    | 5:55-21:29           | 5:55-21:31              |
| 6    | ст. Болшево — ул. Мичурина — Оболдино                           |                    | Ежедневно    | 6:49-20:00           | 7:47-20:00              |
| 7    | ст. Болшево — ул. Мичурина — Торфопредприятие                   |                    |              |                      |                         |
| 7    | ст. Болшево — ул. Мичурина                                      |                    |              |                      |                         |
| 8    | пл. Валентиновка — ул. Гражданская — ст. Болшево — ст. Подлипки |                    |              |                      |                         |
| 9    | Автобаза — ст. Болшево — ЦНИИМАШ — Автобаза                     |                    | Ежедневно    | 4:43-22:16           | 6:00-22:20              |
| 10   | ст. Подлипки — Комитетский Леc                                  | АО «Мострансавто»  | Ежедневно    | 7:06-21:42           | 7:06-21:34              |
| 11   | ст. Болшево — дом отдыха «Болшево»                              |                    |              |                      |                         |
| 12   | ст. Подлипки — Лесная школа — ст. Болшево                       | АО «Мострансавто»  | Ежедневно    | 6:30-20:12           | 6:30-20:01              |
| 13   | ст. Подлипки — Лесная школа — ст. Болшево — ст. Подлипки        |                    |              |                      |                         |
| 14   | ст. Болшево — Красная Новь                                      | АО «Мострансавто»  |              |                      |                         |
| 15   | ст. Подлипки — Городок 3 — ст. Болшево — Гипермаркет «Глобус»   | АО «Мострансавто»  |              |                      |                         |
| 15   | ст. Подлипки — Городок 3                                        | ООО «Автотрэвэл»   |              |                      |                         |
| 16   | ст. Подлипки — Лесная школа                                     |                    |              |                      |                         |
| 17   | ул. Лермонтова — ст. Подлипки                                   |                    |              |                      |                         |
| 19   | ул. Героев Курсантов — м/р Юбилейный — ст. Подлипки             | АО «Мострансавто»  |              |                      |                         |
| 26   | ст. Болшево — Невзорово                                         | АО «Мострансавто»  | Выходные     |                      |                         |
| 28   | ул. Силикатная — ст. Болшево — ст. Подлипки — ст. Мытищи        | ООО «Домтрансавто» |              |                      |                         |
| 31   | Лесные Поляны — ст. Болшево — ст. Подлипки                      | ООО «Домтрансавто» |              |                      |                         |
| 31   | ст. Болшево — Лесные Поляны                                     |                    |              |                      |                         |
| 32к  | ст. Подлипки — Мытищи (МГУЛ)                                    |                    |              |                      |                         |
| 44к  | ул. Силикатная — ст. Болшево — Лесные Поляны — ст. Пушкино      |                    |              |                      |                         |
| 45к  | ст. Подлипки — ст. Пушкино                                      |                    | Ежедневно    | 7:10-20:40           | 7:10-20:40              |
| 48   | ст. Болшево — ул. Горького — пл. Загорянская                    |                    |              |                      |                         |
| 58к  | ст. Подлипки — ст. Болшево — пл. Загорянская — ст. Щёлково      |                    |              |                      |                         |
| 392  | ул. Силикатная — ст. Болшево — ст. Подлипки — ВДНХ              |                    |              |                      |                         |
| 499  | ст. Болшево — Городок 3 — ВДНХ                                  |                    | Ежедневно    | 5:45-0:15            | 5:45-0:15               |
| 551к | Лесные Поляны (мкр. Полянка) — Лесная школа — ВДНХ              |                    |              |                      |                         |
| 565  | ул. Мичурина — ВДНХ                                             |                    |              |                      |                         |
| 576к | ул. Силикатная — ВДНХ                                           |                    |              |                      |                         |

Фотографии автобусов в городе Королёве
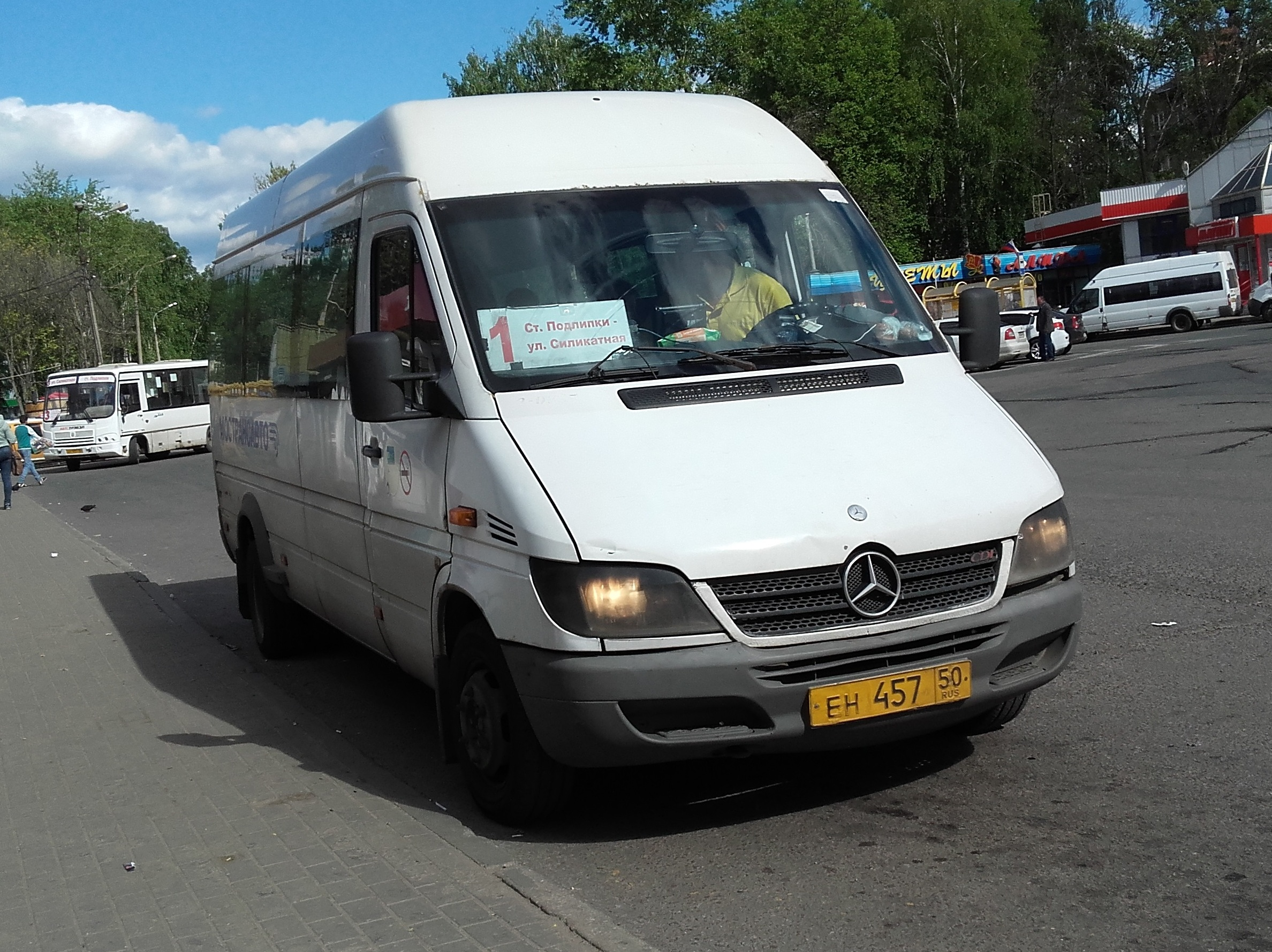
Самотлор-НН-323760 (MB Sprinter 413CDI) на маршруте № 1
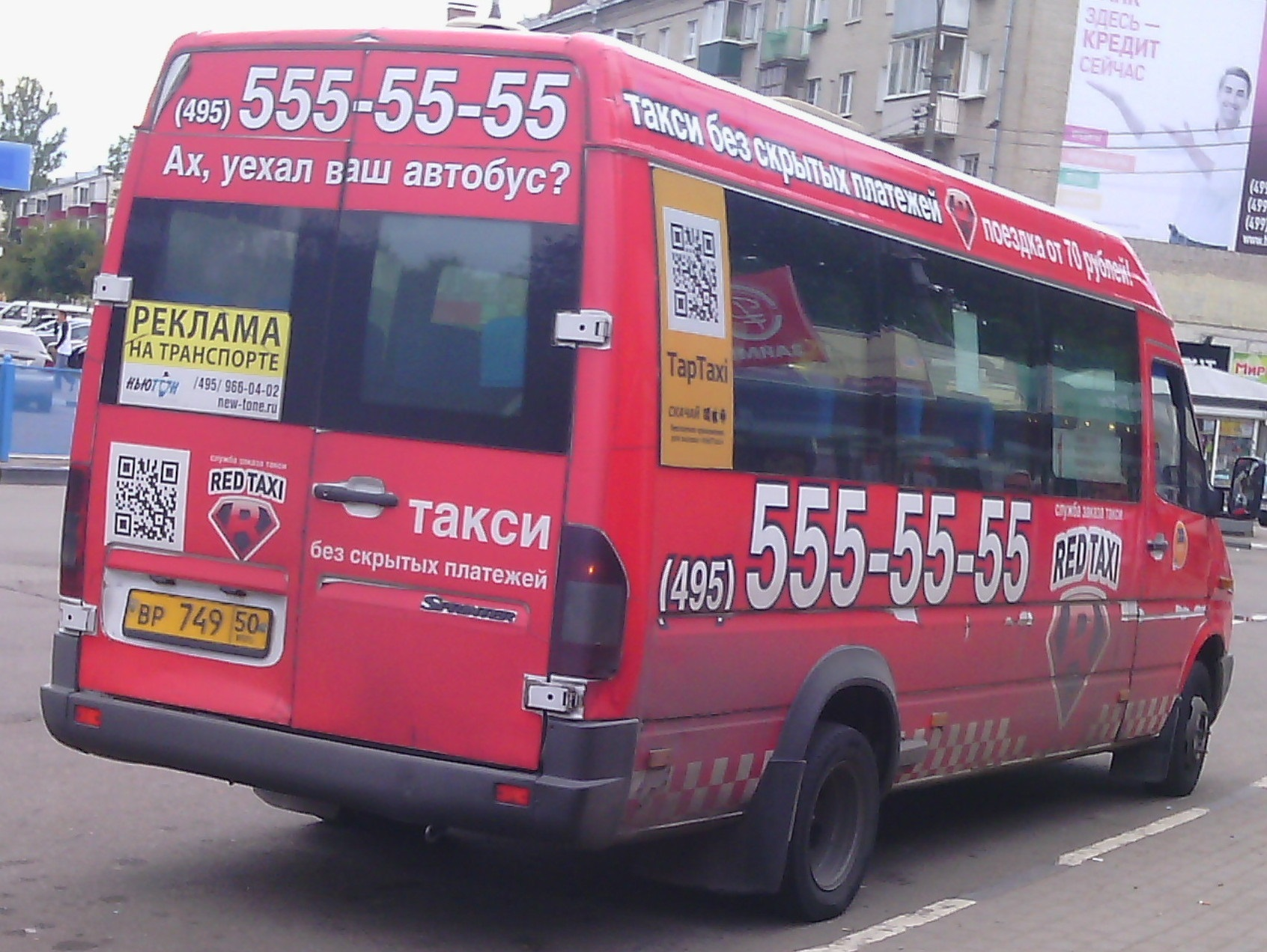
Самотлор-НН-323760 (MB Sprinter 413CDI) на маршруте № 1
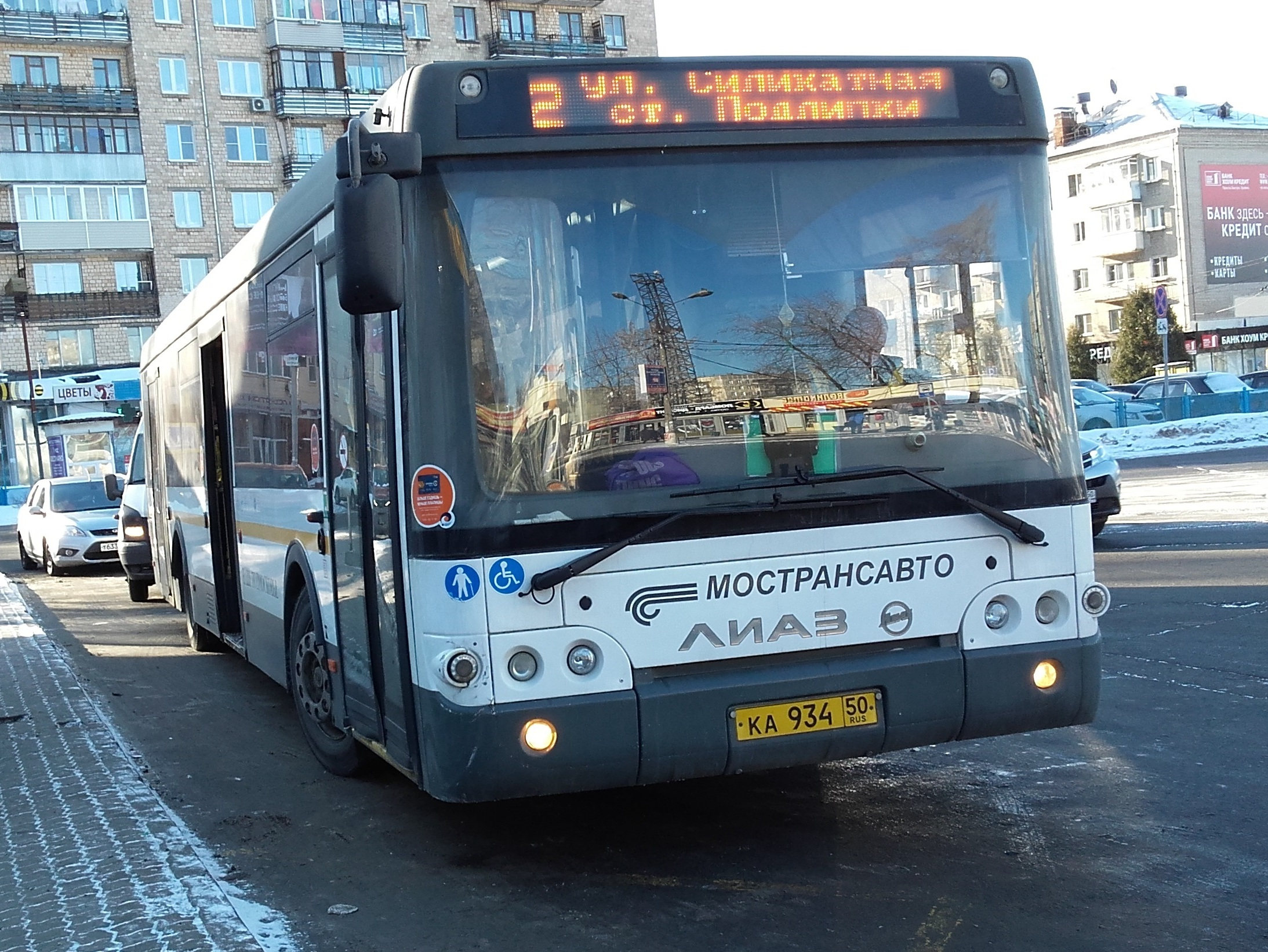
ЛиАЗ-5292.60  на маршруте № 2
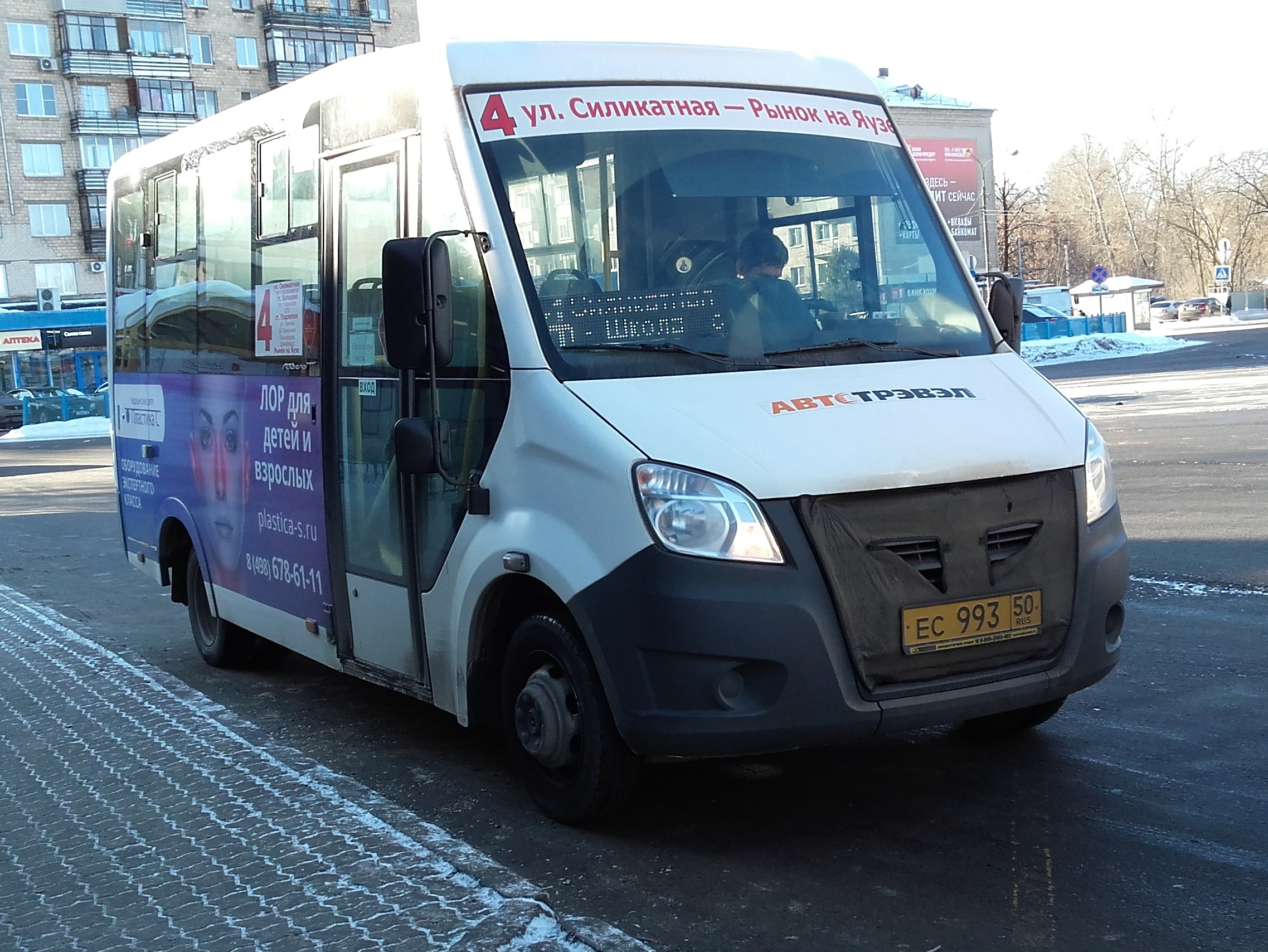
ГАЗ-A64R42 Next (ГАЗель Next) на маршруте № 4
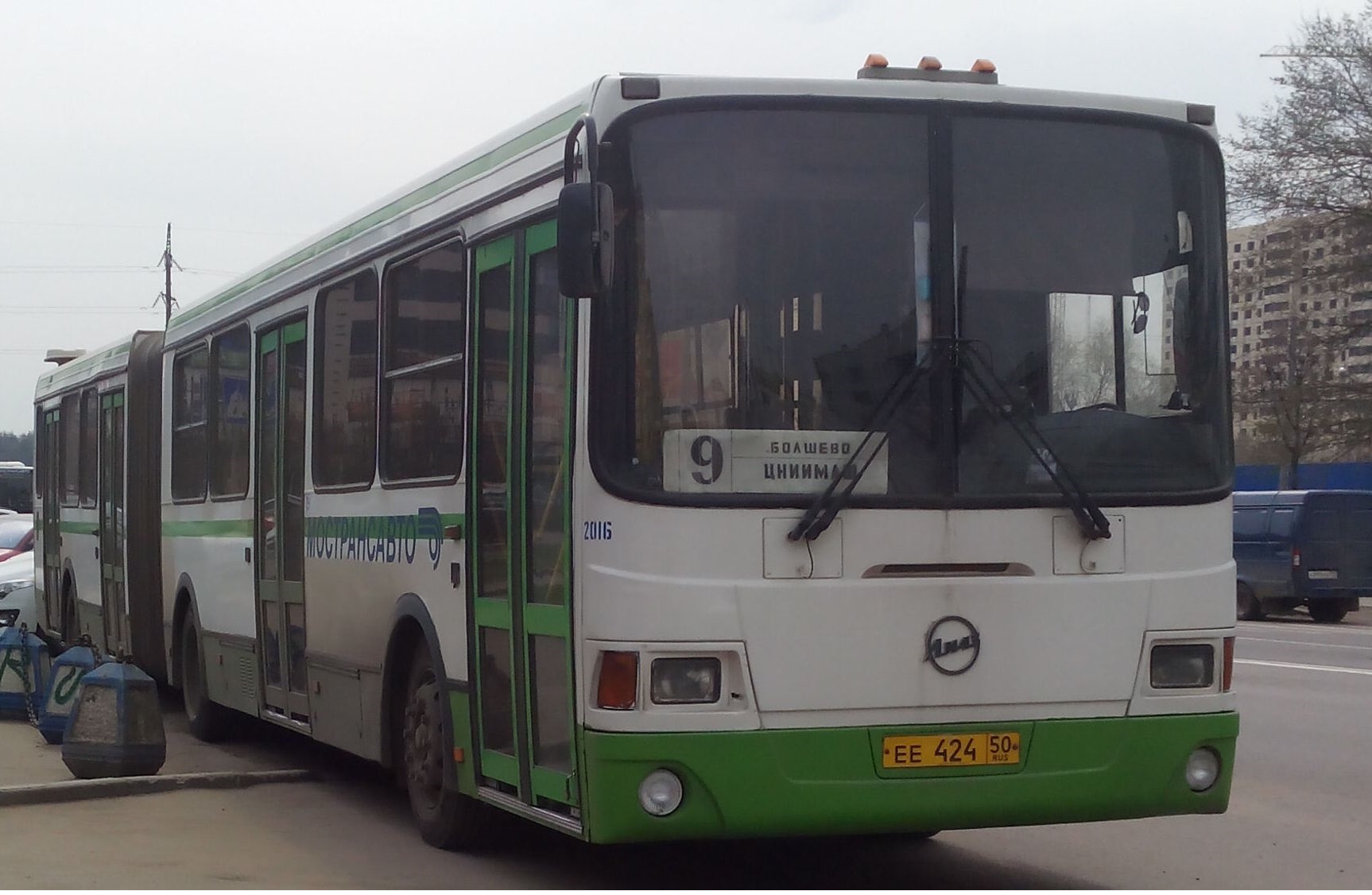
ЛиАЗ-6212.01 на маршруте № 9
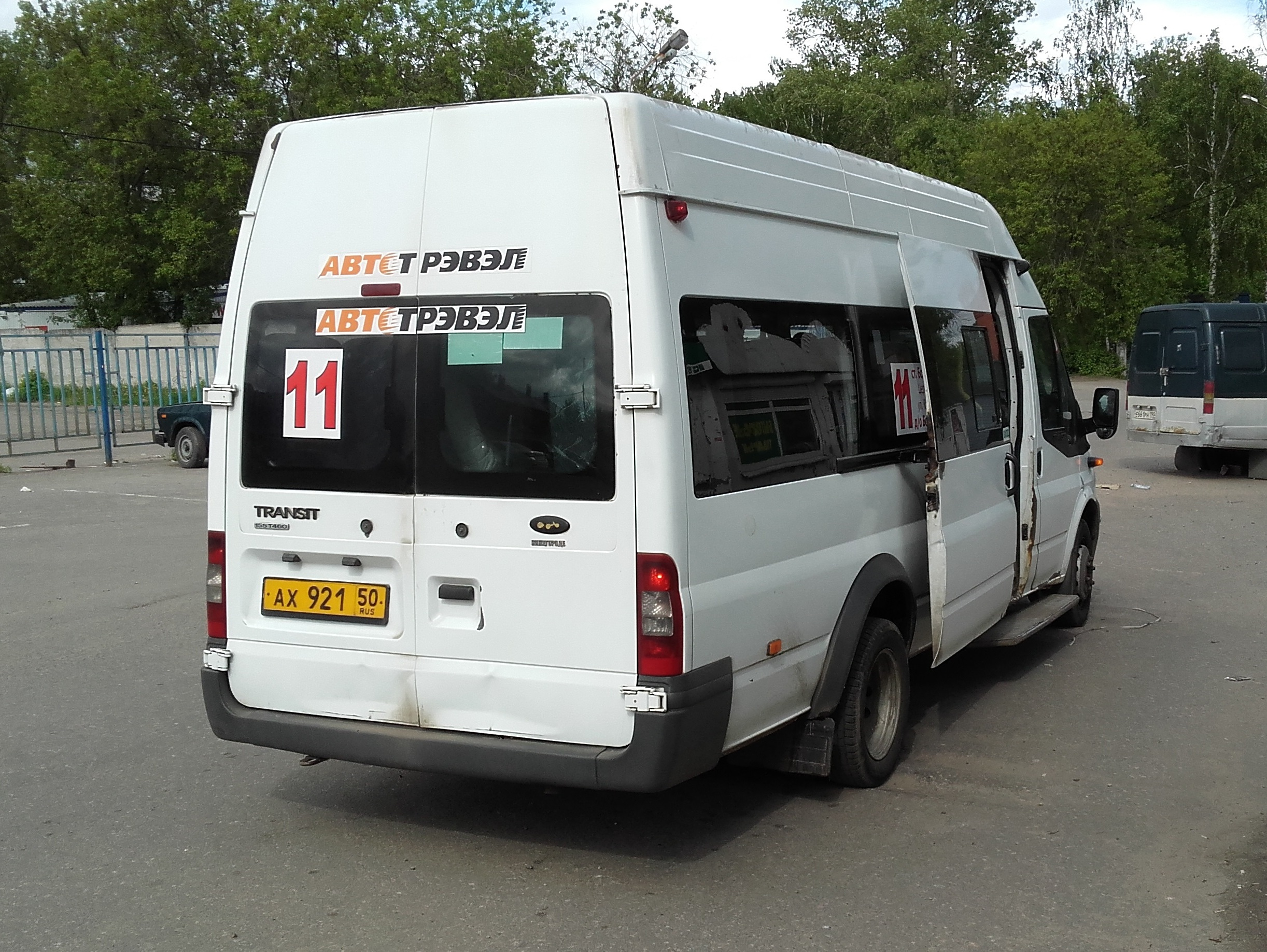
Нижегородец-222702 (Ford Transit) на маршруте № 11
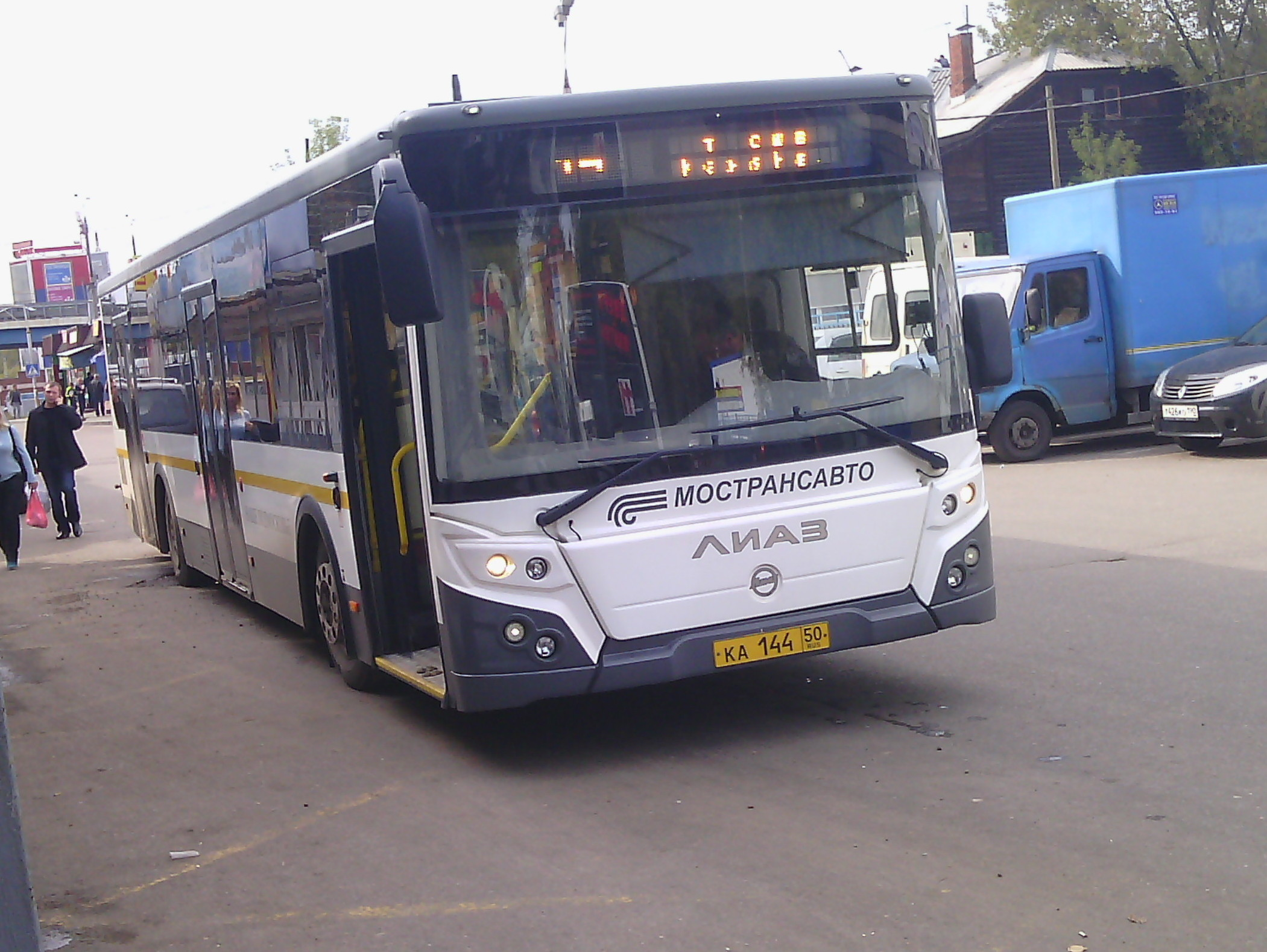
ЛиАЗ-5292.22  на маршруте № 14
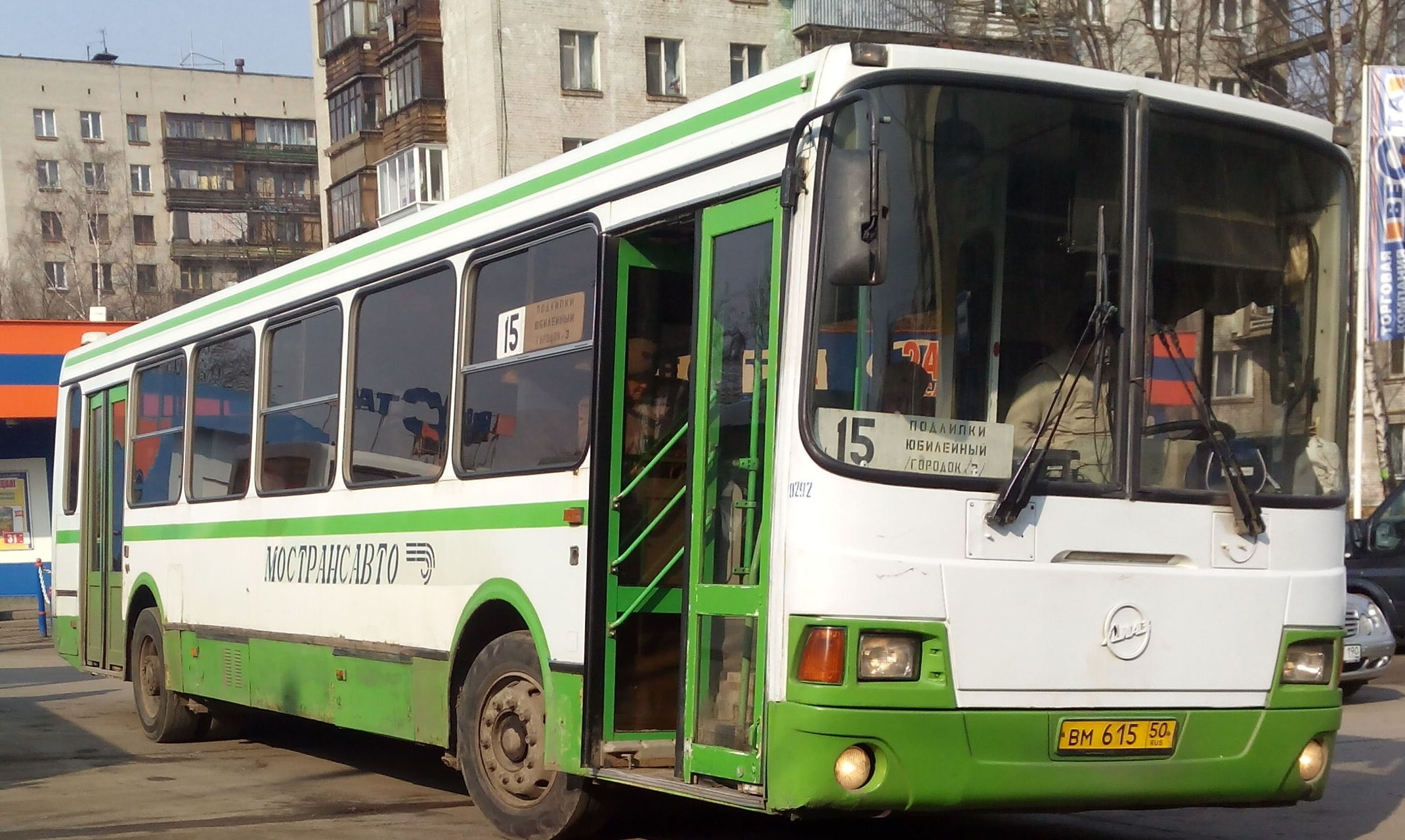
ЛиАЗ-5256.25-11 на остановке «Станция Подлипки», маршрут № 15
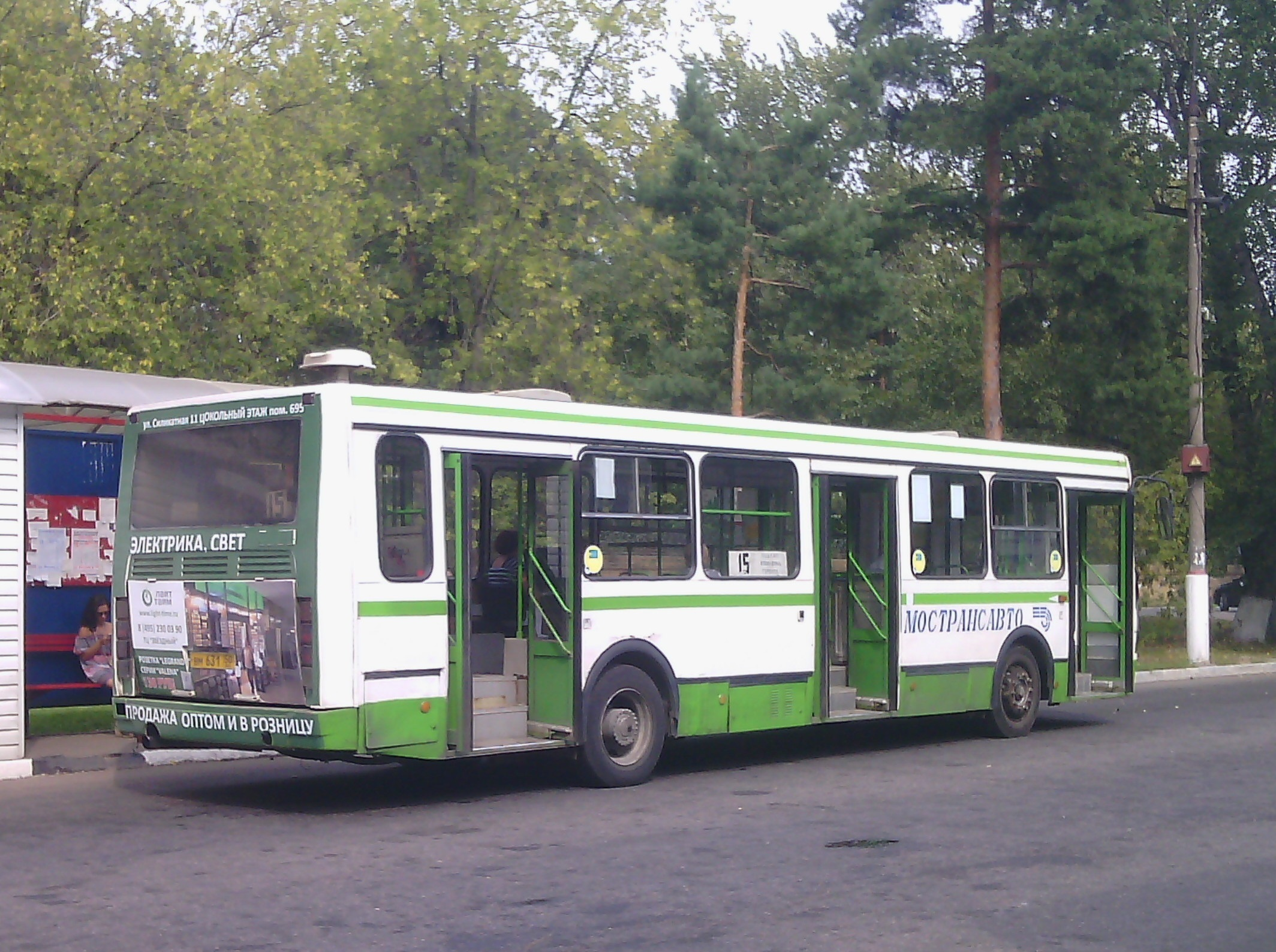
ЛиАЗ-5256.25 на остановке «Городок 3», маршрут № 15
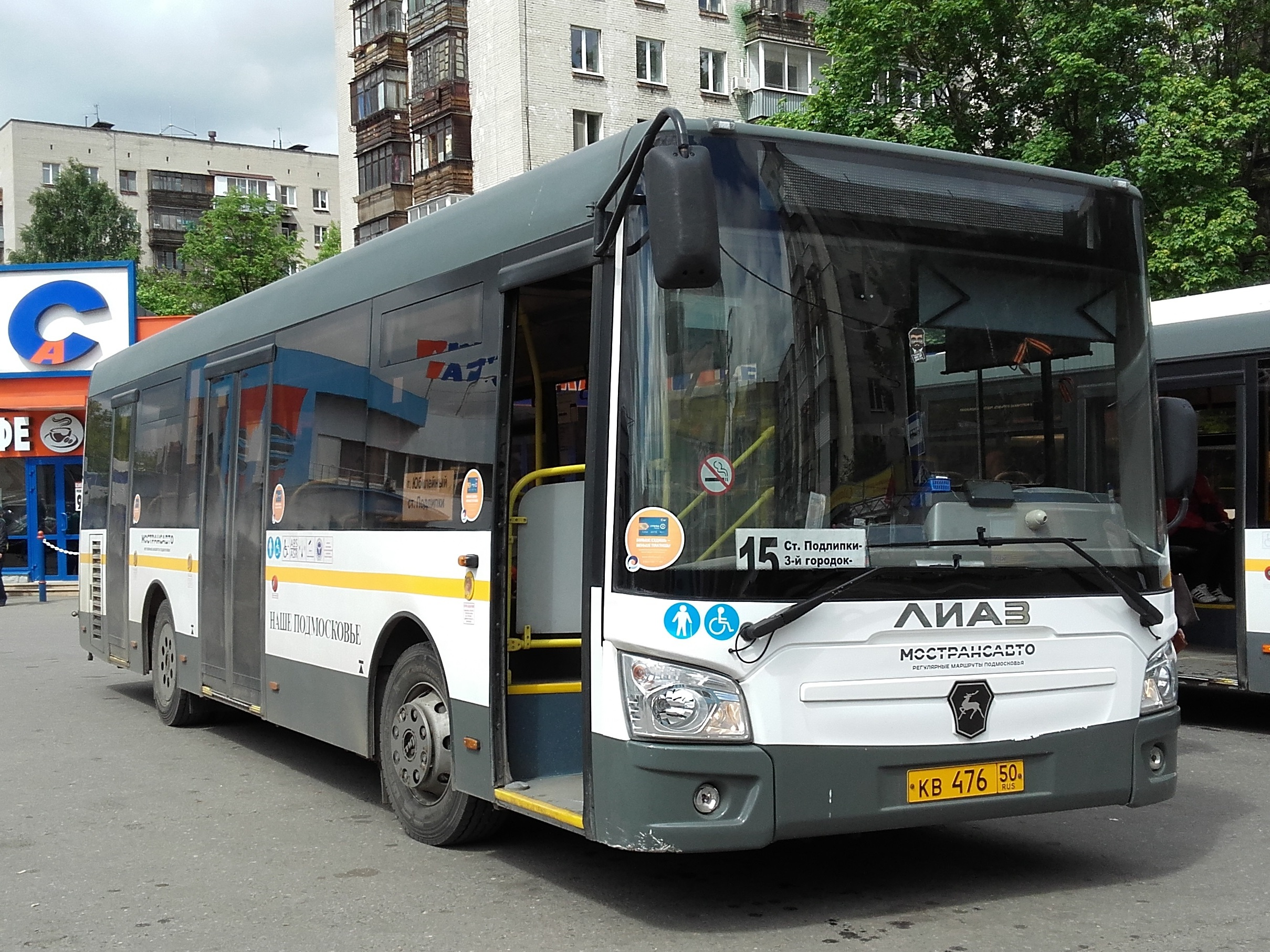
ЛиАЗ-4292.60  на маршруте № 15
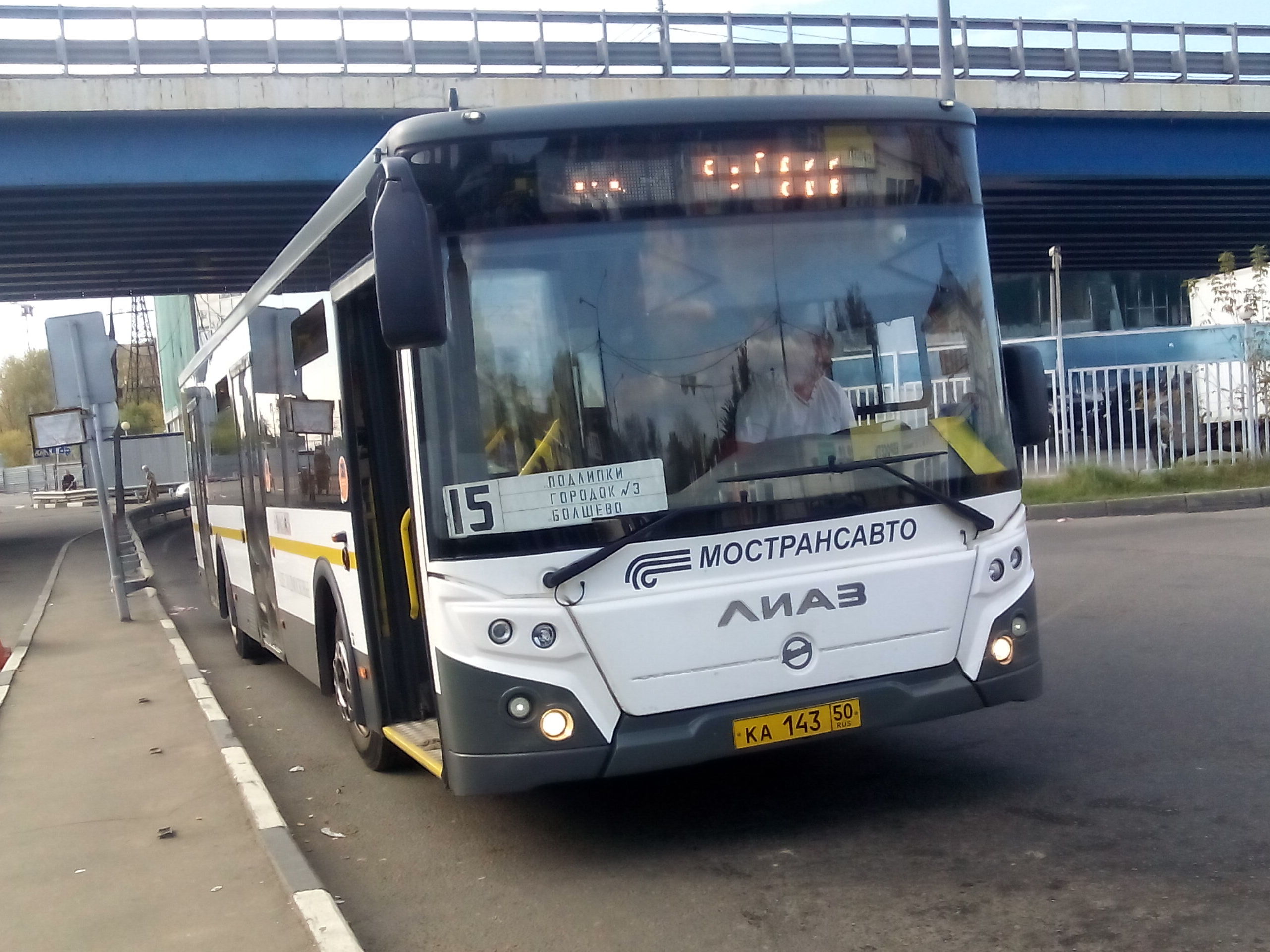
ЛиАЗ-5292.22  на маршруте № 15
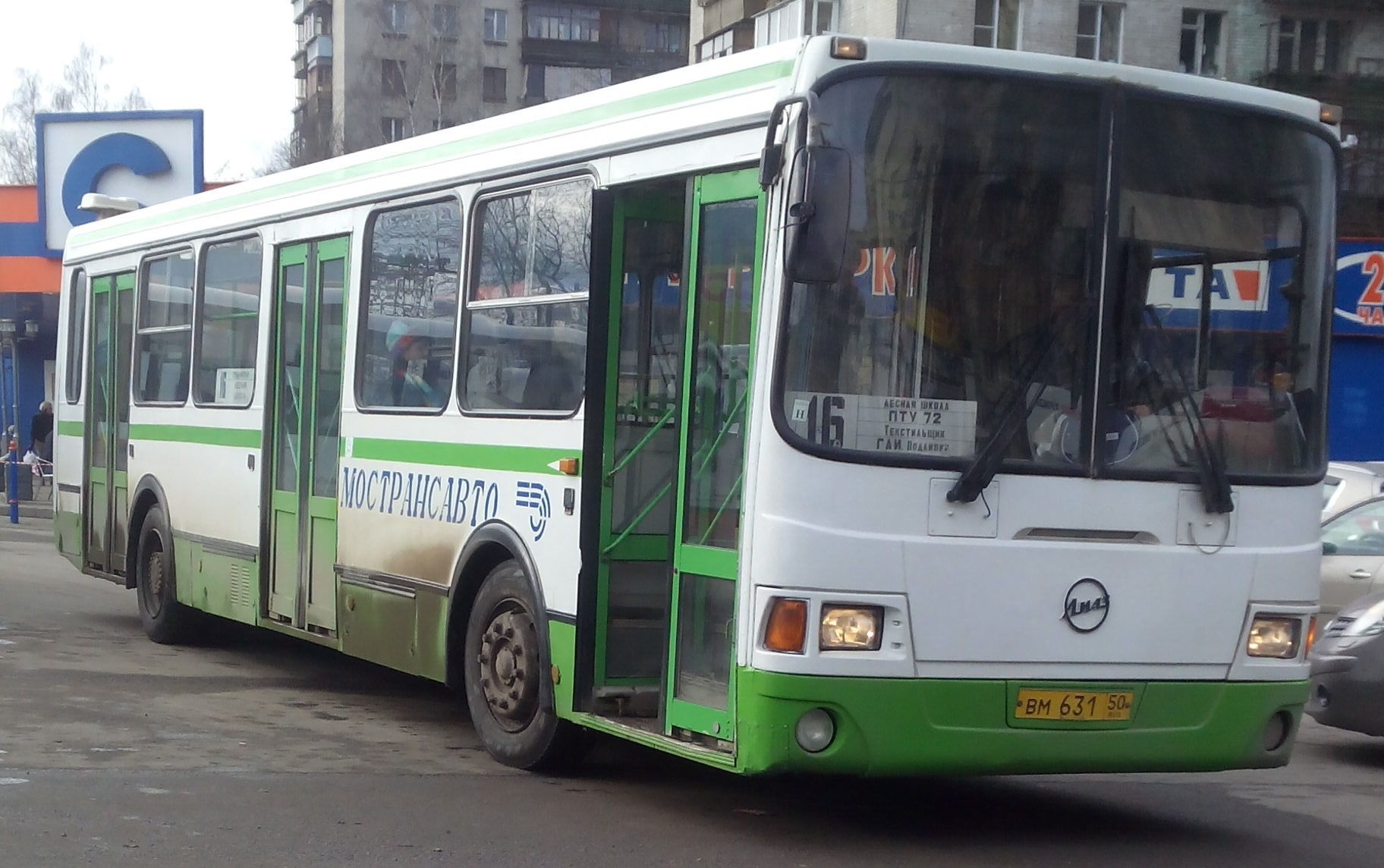
ЛиАЗ-5256.25 на маршруте № 16
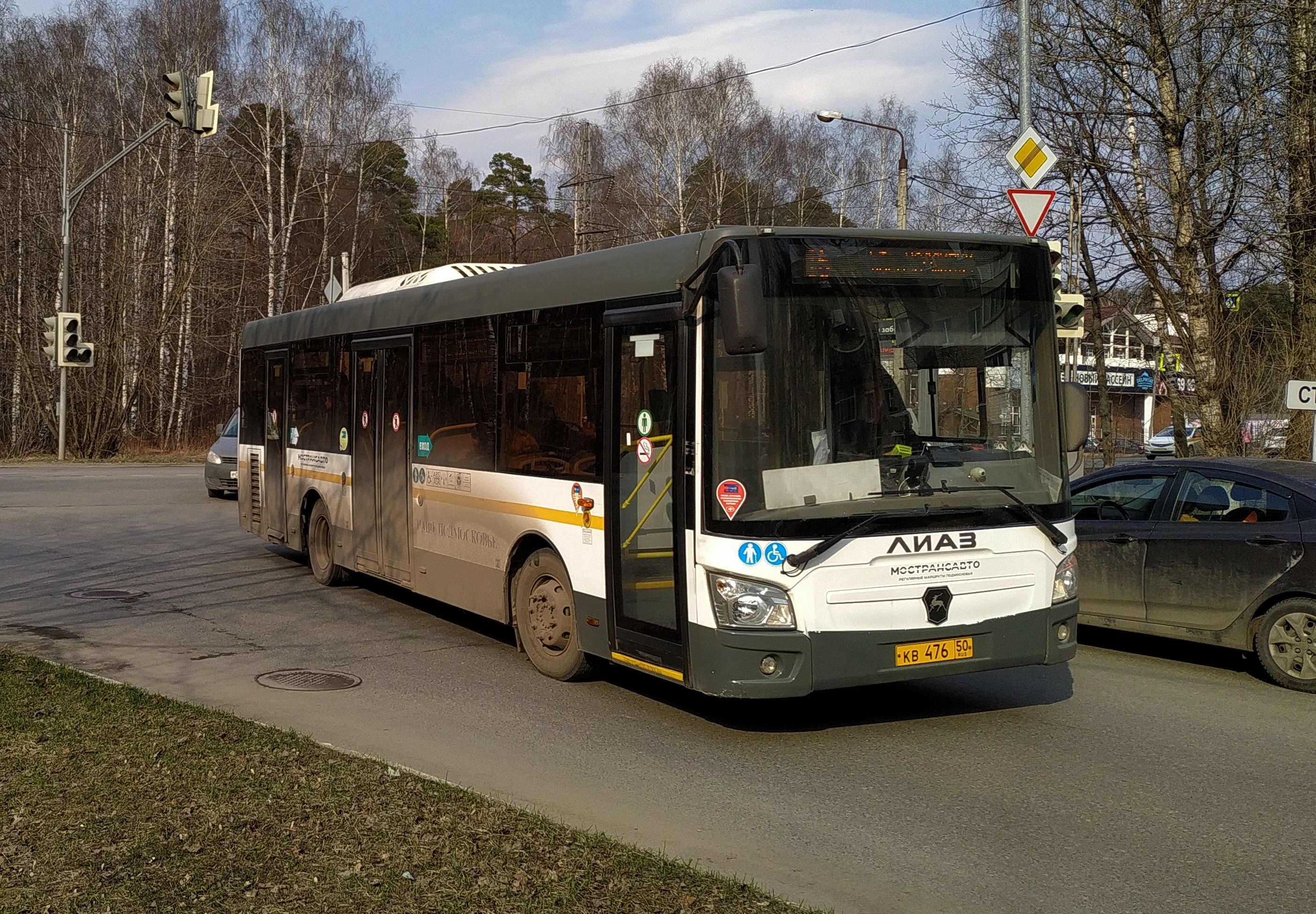
ЛиАЗ-4292.60  на маршруте № 16
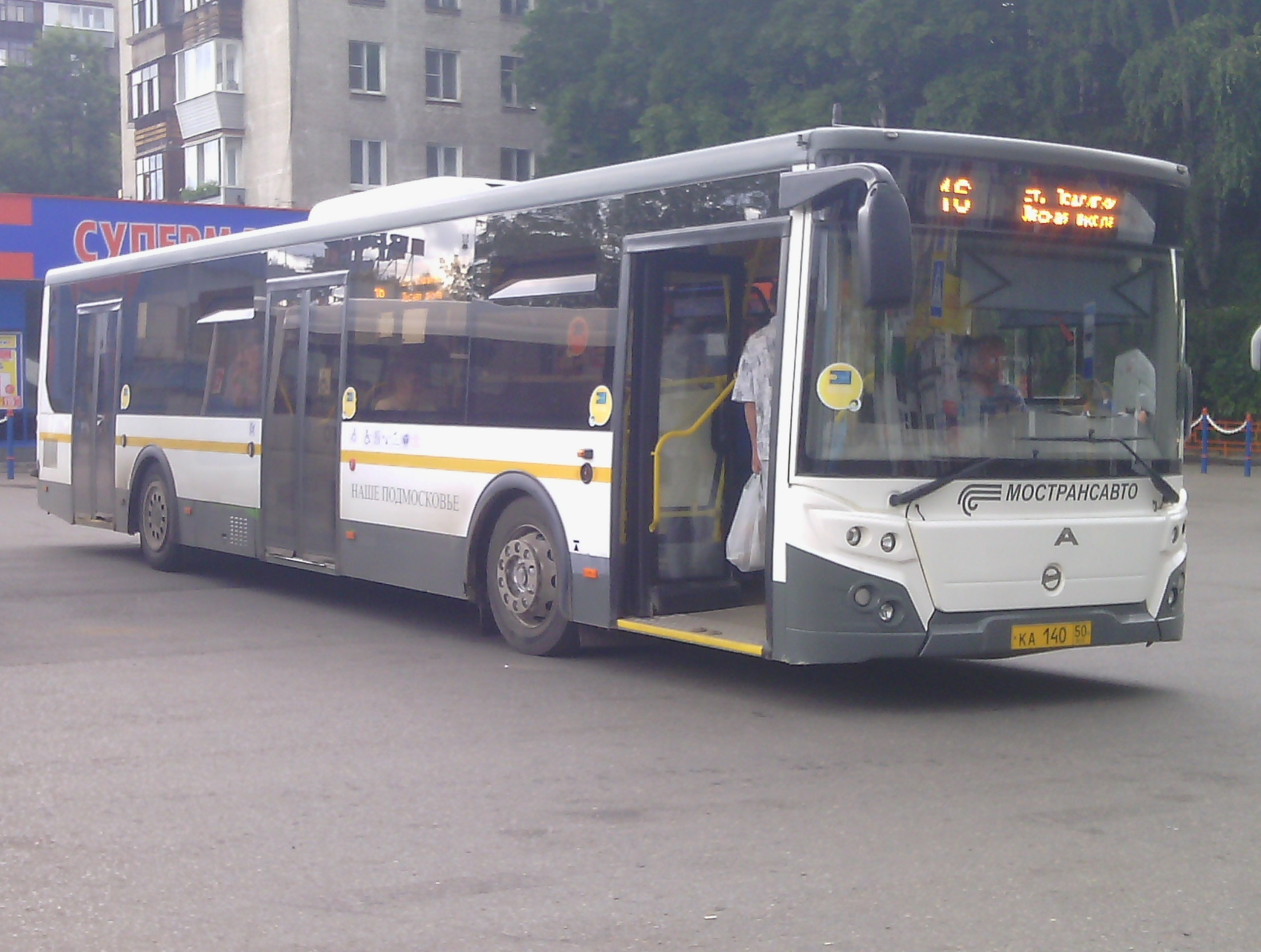
ЛиАЗ-5292.22  на маршруте № 16
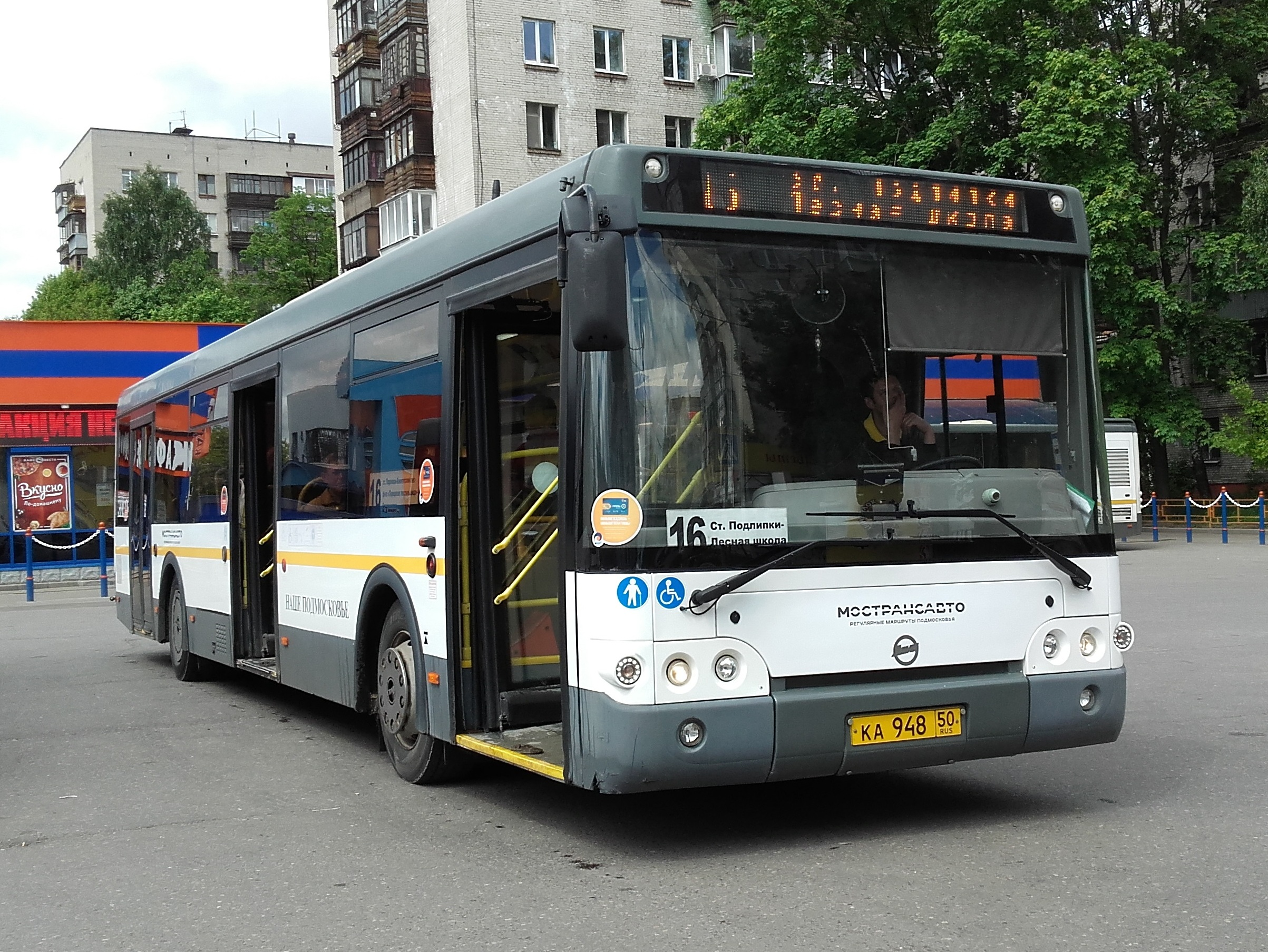
ЛиАЗ-5292.60  на маршруте № 16
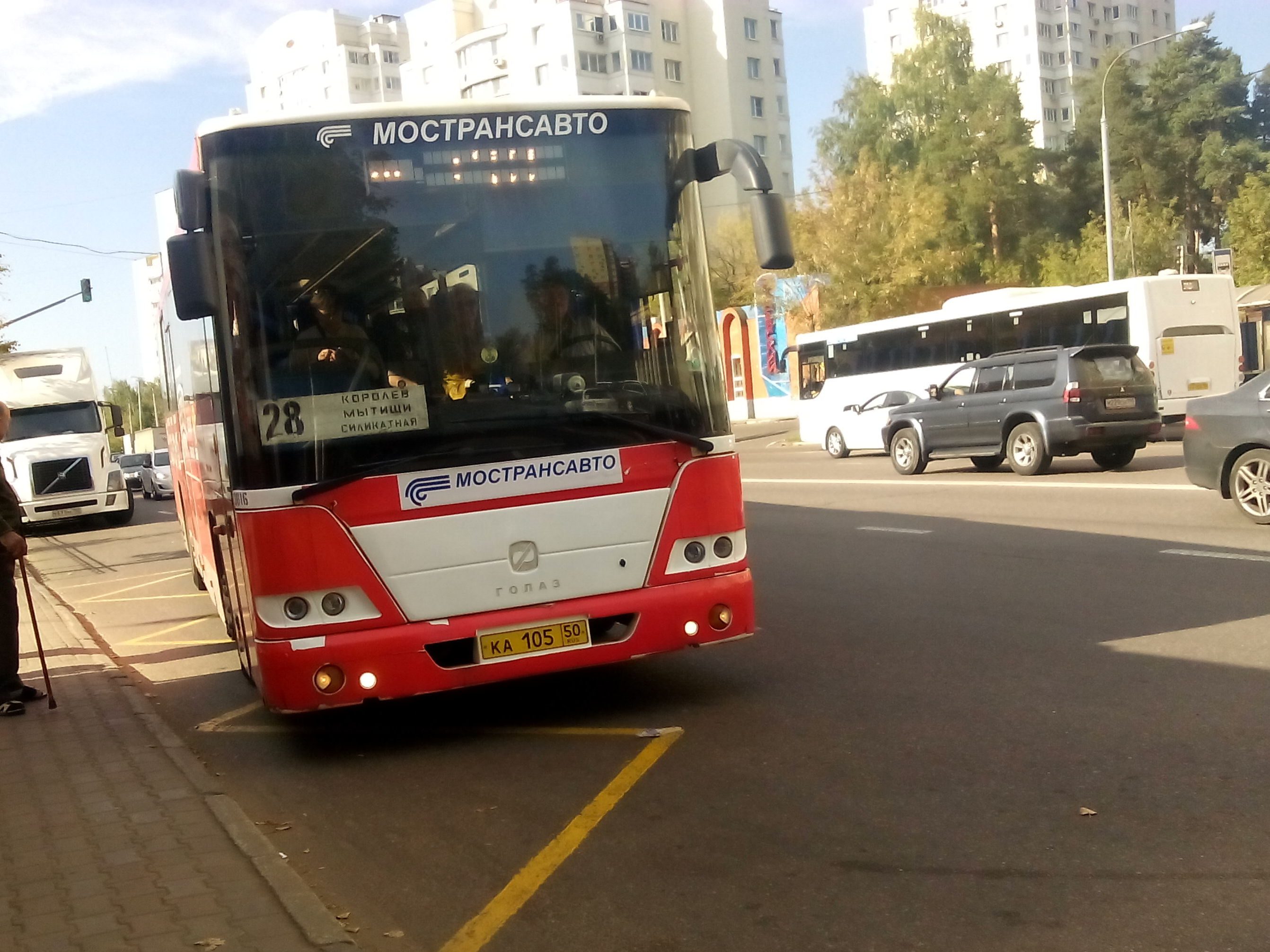
ГолАЗ-525110-10 «Вояж» на маршруте № 28
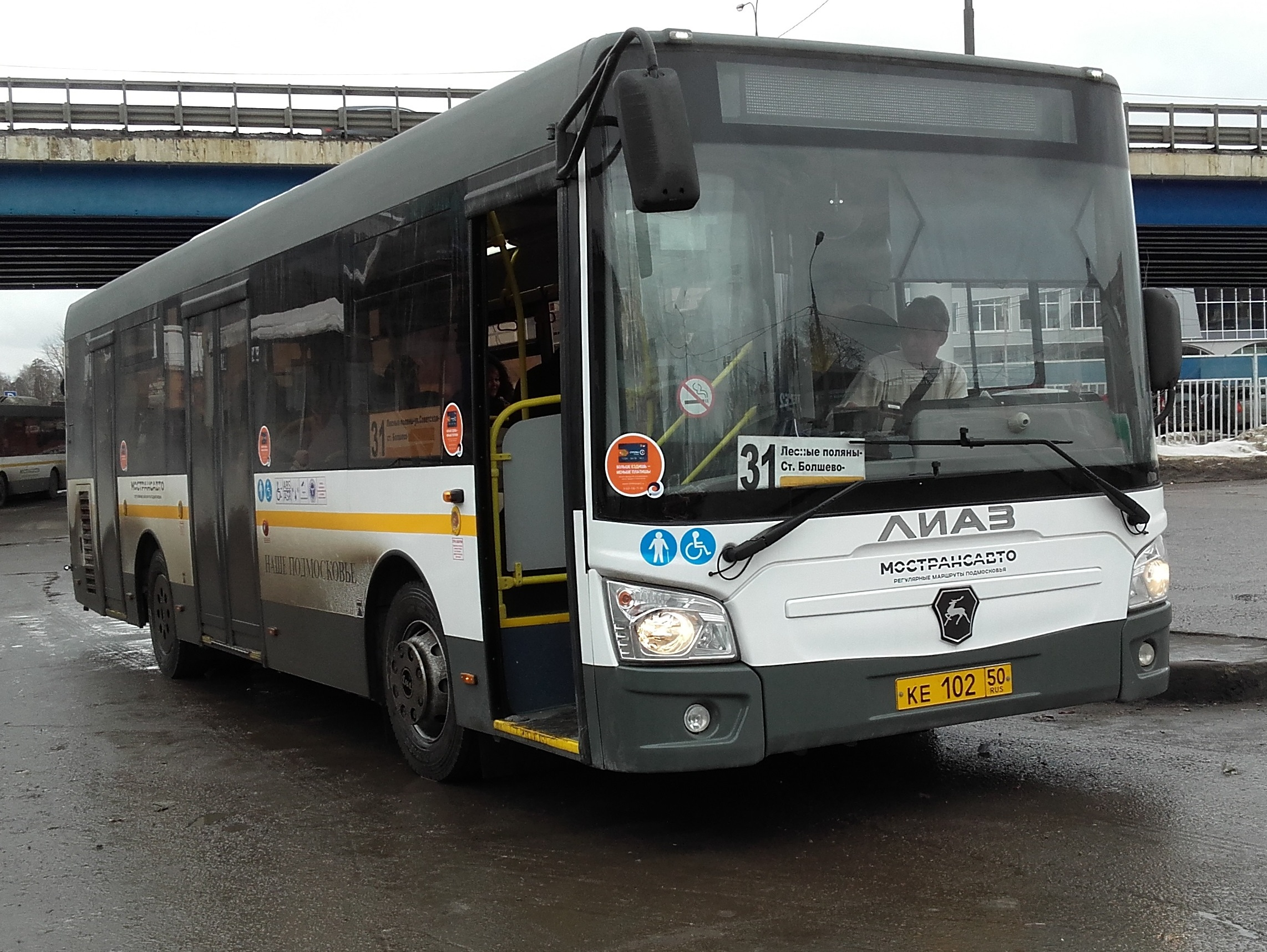
ЛиАЗ-4292.60  на маршруте № 31
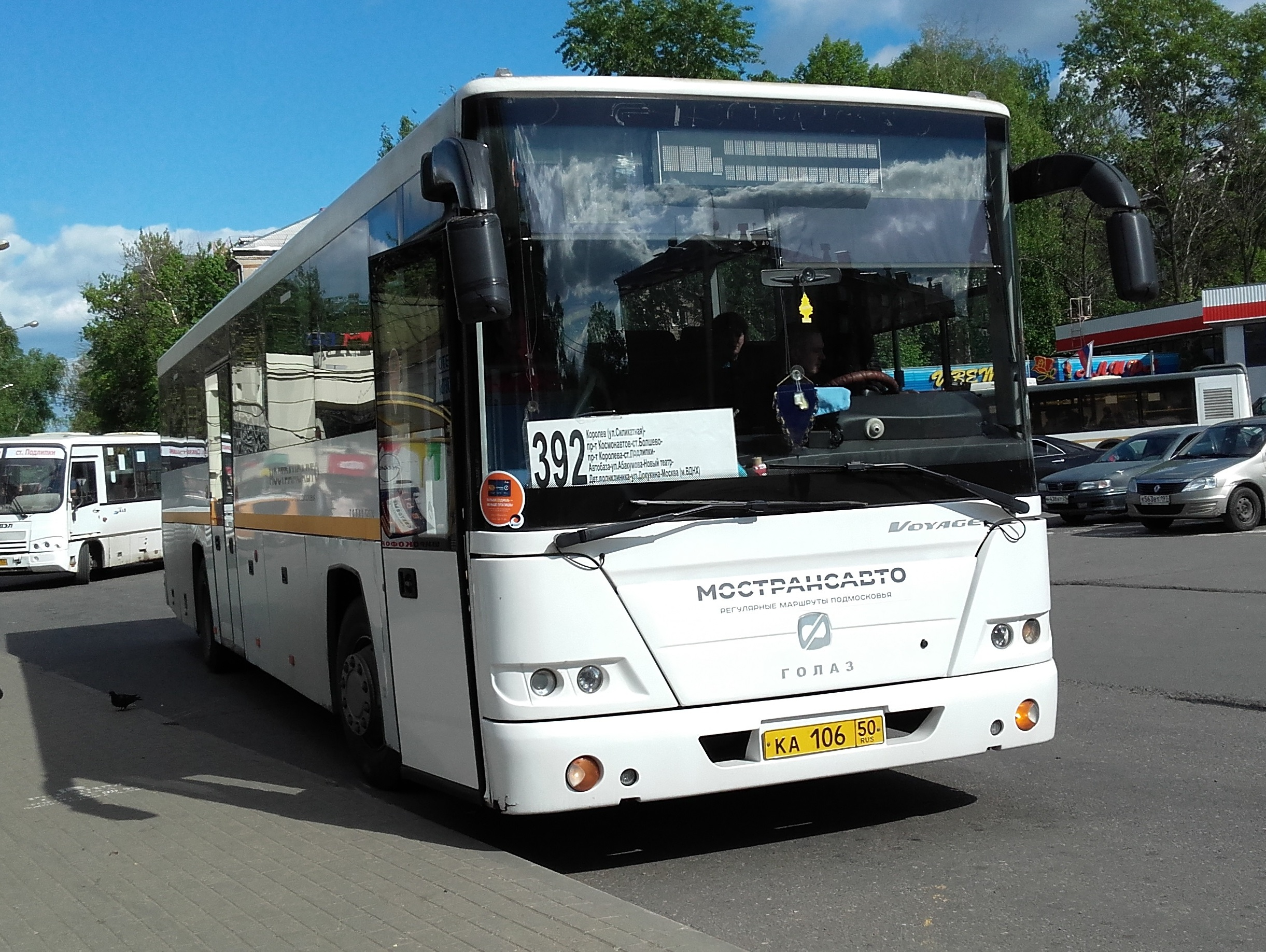
ГолАЗ-525110-11 «Вояж»  на маршруте № 392
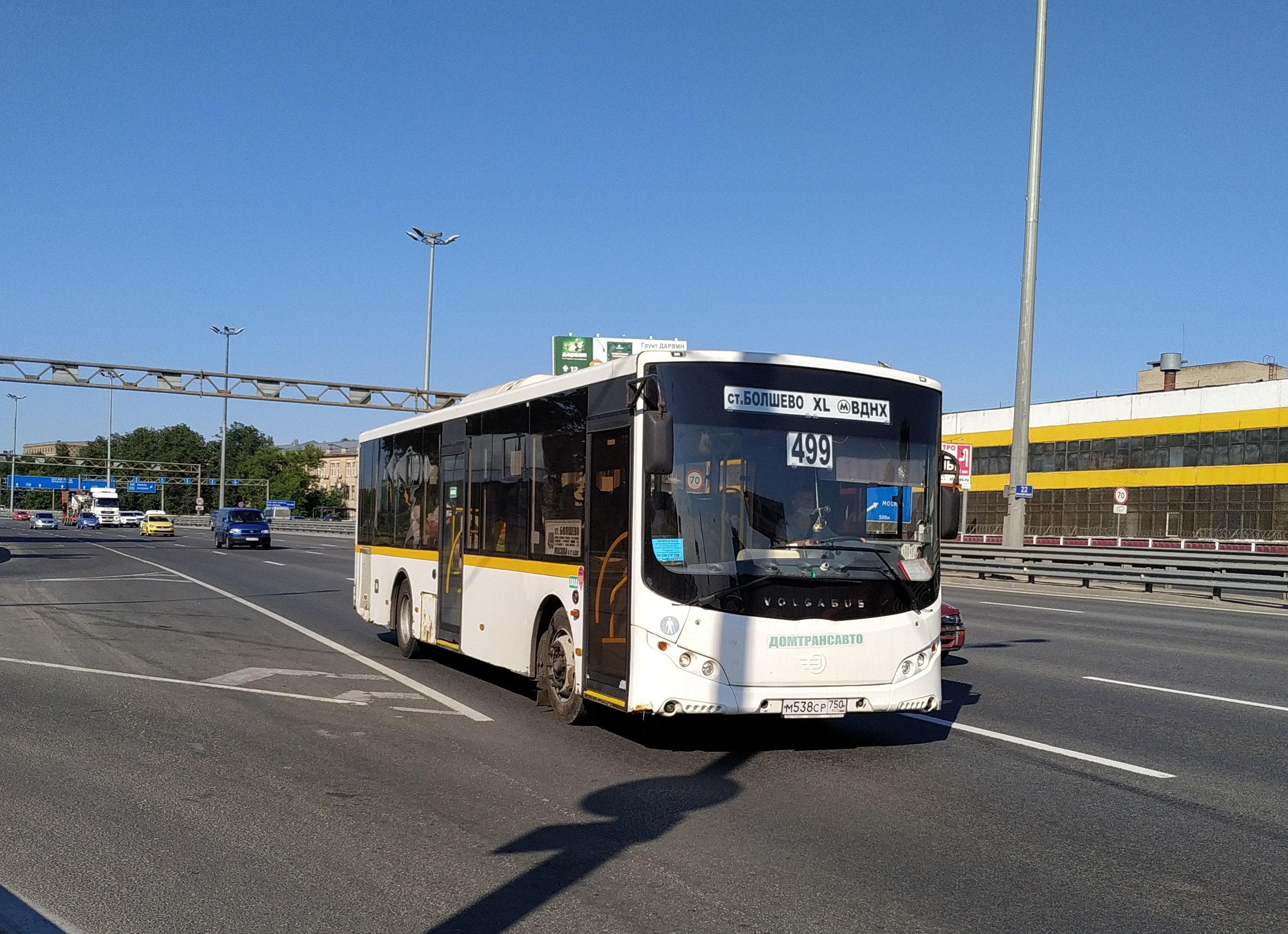
Volgabus-5270.0H на маршруте № 499

## Проекты строительства других видов транспорта
В начале 2000-х планировалось построить в городе трамвайную или троллейбусную сеть и связать линии с Москвой. Кроме этого, на отдалённую перспективу планировался запуск «лёгкого метро» через Мытищи до станции метро «Медведково». В настоящее время прорабатывается проект линии МЦД-5.